# Институт искусствоведения, фольклористики и этнологии имени М. Ф. Рыльского НАН Украины
Институт искусствоведения, фольклористики и этнологии имени М. Ф. Рыльского НАН Украины (укр. Інститут мистецтвознавства, фольклористики та етнології ім. М. Ф. Рильського НАН України) — научный институт, исследующий прошлое и настоящее украинской национальной культуры и основные направления искусства.

## История
Институт берет свое начало от ряда этнографических и искусствоведческих организаций, возникших в 20-х годах прошлого века. В 1920 году была образована Этнографическая комиссия, которой принадлежала ведущая роль в становлении этнографической науки и фольклористики. Особенно плодотворной была деятельность комиссии в 1925—1930 годах, когда её возглавил известный фольклорист, профессор Киевского университета А. М. Лобода. Первым государственным этнографическим учреждением в системе АН УССР был Кабинет антропологии и этнологии им. Ф. Вовка (1922 г.), который начал антропологическое и этнографическое исследование всей территории Украины. Для исследования музыкального фольклора немало сделал Кабинет музыкальной этнографии во главе с профессором К. В. Квиткой.
Активную деятельность по развертыванию искусствоведческих исследований вели Кабинет искусств, возглавляемый академиком Ф. И. Шмидтом, и кафедра искусствоведения и истории украинского искусства под руководством А. П. Новицкого.
В течение 20-х годов народоведческую тематику исследовали также Комиссия краеведения (с секцией этнографии), Всеукраинское этнографическое общество, учреждения Историко-филологического отдела АН УССР. Научные центры 20-х годов начали периодические издания — «Этнографический вестник» (1925—1932 гг., кн. 1 — 10), «Материалы по этнологии» (1929—1931 гг., т. 1 — 3), издали сборники и отдельные работы, которые показывали поступательное развитие украинского народоведческой науки.
В 1936 году был основан Институт украинского фольклора АН УССР. Первым директором института (1936—1937 гг.) был А. К. Волна. В 1939—1941 годах институт возглавлял Ю. М. Соколов. В 1939 году был создан отдел во Львове, руководство которым осуществлял Ф. М. Колесса. Институт развернул сбор и изучение словесного и музыкального фольклора Украины, организовал совещания собирателей фольклора, народных певцов, кобзарей и рассказчиков. Совместно с управлением по делам искусств издавался журнал «Украинский фольклор» (1936—1939), с 1939 г. — «Народное творчество».
Во время эвакуации в Уфу (до июня 1942 г.) Институт действовал в составе Института общественных наук. После был создан Институт народного творчества и искусств АН УССР, в который вошли ученые (фольклористы, искусствоведы) и творческие работники (композиторы, художники, архитекторы), объединённые в отделы фольклора, музыки и изобразительного искусства. Некоторое время Институт возглавлял Л. А. Гринченко. В ноябре 1942 г. директором был назначен М. Ф. Рыльский. Поэт-академик бессменно руководил учреждением более 20 лет (до июля 1964 г.).
В июле 1944 года после возвращения в Киев Институт народного творчества и искусств был преобразован в Институт искусствоведения, фольклора и этнографии АН УССР с отделами словесного фольклора, музыкального фольклора, изобразительного искусства, музыки и театра, этнографии, фондов. Под руководством М. Ф. Рыльского Институт провел большую научно-исследовательскую работу и стал выдающимся научным центром в области изучения культуры и искусства украинского народа. С 1947 по 1958 г.. выдавались «Научные записки» (т. I—IV) по вопросам искусства, фольклора и этнографии; с 1957 г. печатным органом является журнал «Народное творчество и этнография».
В июле 1964 г. Институт получил имя М. Ф. Рыльского, а в его структуре появились отделы музыковедения, театроведения, киноведения.
С 1994 года Институт носит современное название.

## Структура
В институте работают отделы изобразительного искусства, этноискусствоведения и культурологии, киноведения, театроведения, искусства и народного творчества зарубежных стран, фольклористики, этнологический центр, музыковедения, рукописные фонды (более 20 тыс. единиц хранения) и научная библиотека.
Институт имеет отделения в Николаеве, Хмельницком, Херсоне и Славянске. С 2000 года при Институте работают научно-координационные советы:
- «Проблемы сохранения и исследования традиционной культуры»
- «Национальное наследие и современный художественный процесс»

На базе Института действует международная научная организация — Международная Ассоциация этнологов.

## Публикации
Коллектив Института работает над разработкой таких приоритетных научных направлений:
- историко-этнографическое изучение культуры и этнической истории украинского народа
- история и теория профессионального искусства и народного творчества
- этнокультура и искусство зарубежных стран

Значительное внимание уделяется экспедиционном фольклорно-этнографическом обследованию Украины и созданию компьютерной базы данных по этнокультуры украинский и национальных меньшинств.
Научные планы Института предусматривают подготовку:
- многотомной серии «Украинское народное творчество»,
- фундаментальных работ по истории видов и жанров профессионального искусства,
- энциклопедических изданий по искусствоведению и народоведения.